# Aritmética no estándar
En lógica matemática, un modelo no estándar de la aritmética es un modelo para la aritmética de Peano (de primer orden) que contiene números no estándar. El modelo estándar de la aritmética es el compuesto por los números naturales {0, 1, 2, ...}, una sucesión infinita y numerable ordenada linealmente. Un modelo no estándar contiene elementos adicionales fuera de esta sucesión. La existencia de modelos no estándar para la aritmética fue demostrado por Thoralf Skolem en 1934.

## Existencia

### Teorema de compacidad
El teorema de compacidad establece que una teoría axiomática posee un modelo si y sólo si cada subcolección finita de sus axiomas posee un modelo a su vez. 
Partiendo de la aritmética de Peano (o una teoría que la contenga), puede añadirse entonces una nueva constante μ y una serie infinita de axiomas dada por:

{\displaystyle {\text{Nat}}\,\mu {\text{ , }}\mu \neq \mathbf {0} {\text{ , }}\mu \neq \mathbf {1} {\text{ , }}\mu \neq \mathbf {2} {\text{ , }}\ldots {\text{ , }}}

donde Nat μ es la fórmula que afirma que μ es un número natural. El modelo en el que μ se interpreta como n + 1 satisface todos los axiomas de la serie hasta μ ≠ n, y esto basta para demostrar que todo subconjunto finito de estos axiomas tiene un modelo (suponiendo que la aritmética de Peano es consistente).
Por lo tanto, por el teorema de compacidad, dicha teoría aritmética modificada posee un modelo y es consistente, y este modelo es también un modelo de la aritmética de Peano; en el cual sin embargo existe un elemento distinto de 0, de 1, de 2, etc.

### Teorema de incompletitud
También mediante el teorema de incompletitud puede demostrarse la existencia de modelos no estándar. El teorema de incompletitud afirma que existe una sentencia G que no puede ser probada ni refutada en la aritmética de Peano. Por el teorema de completitud semántica, existe algún modelo en el cual G es falsa. Sin embargo, en el modelo estándar de la aritmética G es verdadera, luego cualquier modelo en el que sea falsa ha de ser no estándar.

## Estructura
Puede demostrarse que en cualquier modelo no estándar numerable, la estructura del orden de los números es siempre la misma: una sucesión infinita inicial -asimilable a los números estándar- seguida de un conjunto de cadenas de números no estándar, cada una de ellas sin mínimo ni máximo, donde el conjunto de estas cadenas a su vez no tiene cotas inferior ni superior y es denso. En otras palabras:
| El orden de un modelo no estándar de la aritmética es isomorfo al de ω + ζ·η, donde ω es el primer ordinal infinito, ζ representa el orden de los números enteros y η el de los números racionales. |

Sin embargo, en el caso de las operaciones de suma y multiplicación no existe una representación sencilla. Puede probarse que en ningún modelo numerable no estándar de la aritmética dichas operaciones son computables.